# Fontès
Fontès – miejscowość i gmina we Francji, w regionie Oksytania, w departamencie Hérault.

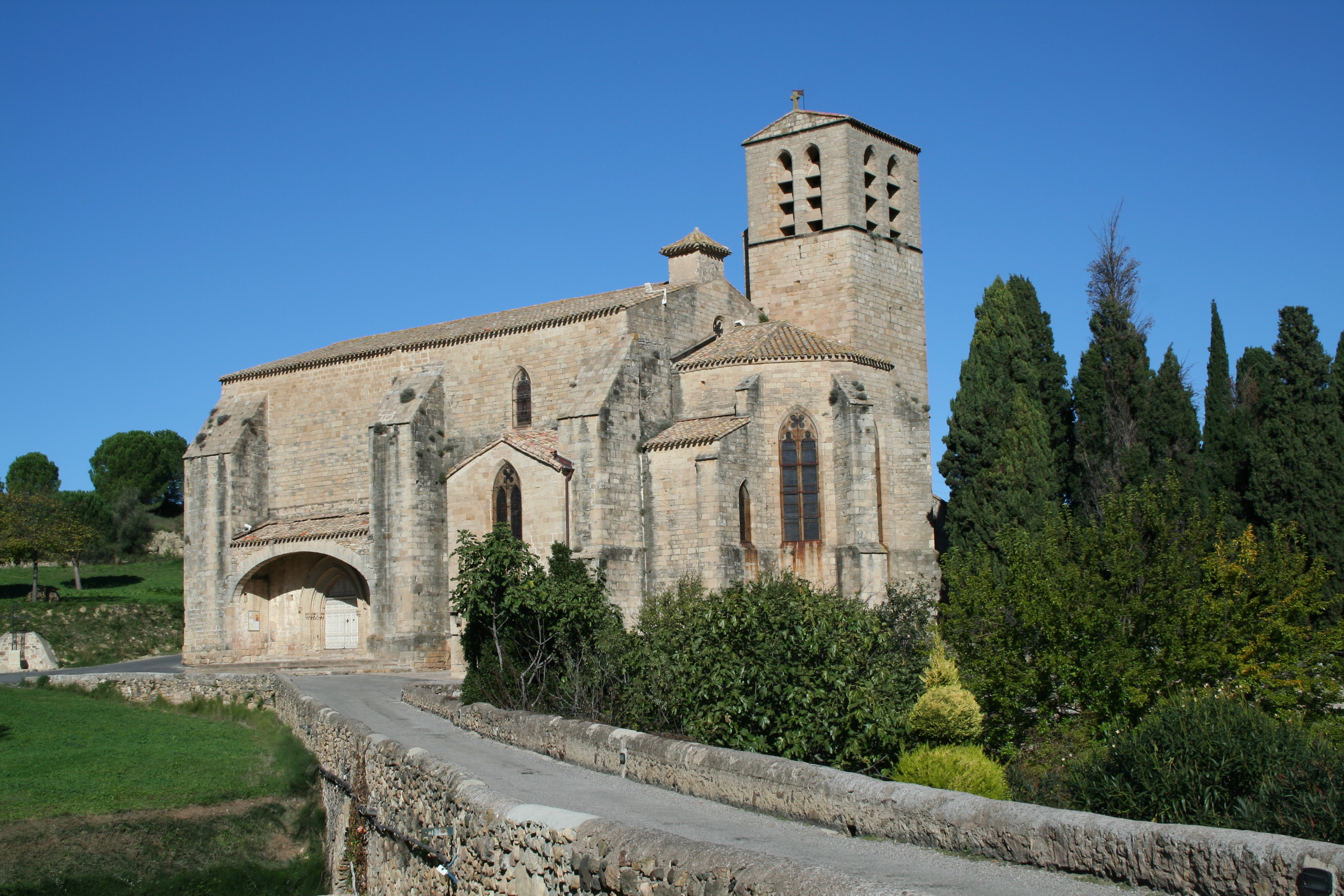

Według danych na rok 1990 gminę zamieszkiwało 797 osób, a gęstość zaludnienia wynosiła 45 osób/km² (wśród 1545 gmin Langwedocji-Roussillon Fontès plasuje się na 403. miejscu pod względem liczby ludności, natomiast pod względem powierzchni na miejscu 440.).